# Farewell Spit
Farewell Spit (en maorí: Onetahua) es una estrecha lengua de arena situada en el extremo norte de Golden Bay, en la Isla Sur de Nueva Zelanda. Se extiende hacia el este desde el cabo Farewell, el punto más septentrional de la isla. Farewell Spit es una Reserva Natural legalmente protegida y está designada como sitio de humedales Ramsar y sitio de la Red de Aves Costeras de la Ruta Migratoria de Asia Oriental y Australasia. El spit está administrado por el Departamento de Conservación de Nueva Zelanda como reserva de aves marinas y vida silvestre. Aparte de una pequeña zona en la base del espigón, está cerrado al público, salvo mediante visitas organizadas. 

## Ubicación
Farewell Spit se encuentra a unos 50 kilómetros al norte de Tākaka y a 20 kilómetros de Collingwood. El pequeño asentamiento de Pūponga se encuentra cerca del extremo occidental (hacia la tierra) del spit.

## Toponimia
El nombre maorí de la lengua de arena es Onetahua, que se traduce como "arena amontonada".
Abel Tasman, en 1642, fue el primer europeo que vio la lengua, llamándola Sand Duining Hoeck. El capitán James Cook fue el siguiente visitante europeo en 1770, mostrando Farewell Spit como una amplia península en sus mapas. Nombró al cercano cabo Farewell, y el nombre se mantuvo, ya que los primeros colonos europeos llamaban a los bancos de arena "Cabo Farewell Spit" antes de que se acortara a su nombre actual. Fue la última tierra que Cook avistó tras abandonar Nueva Zelanda en dirección a Australia al final de su primer viaje.

## Geografía

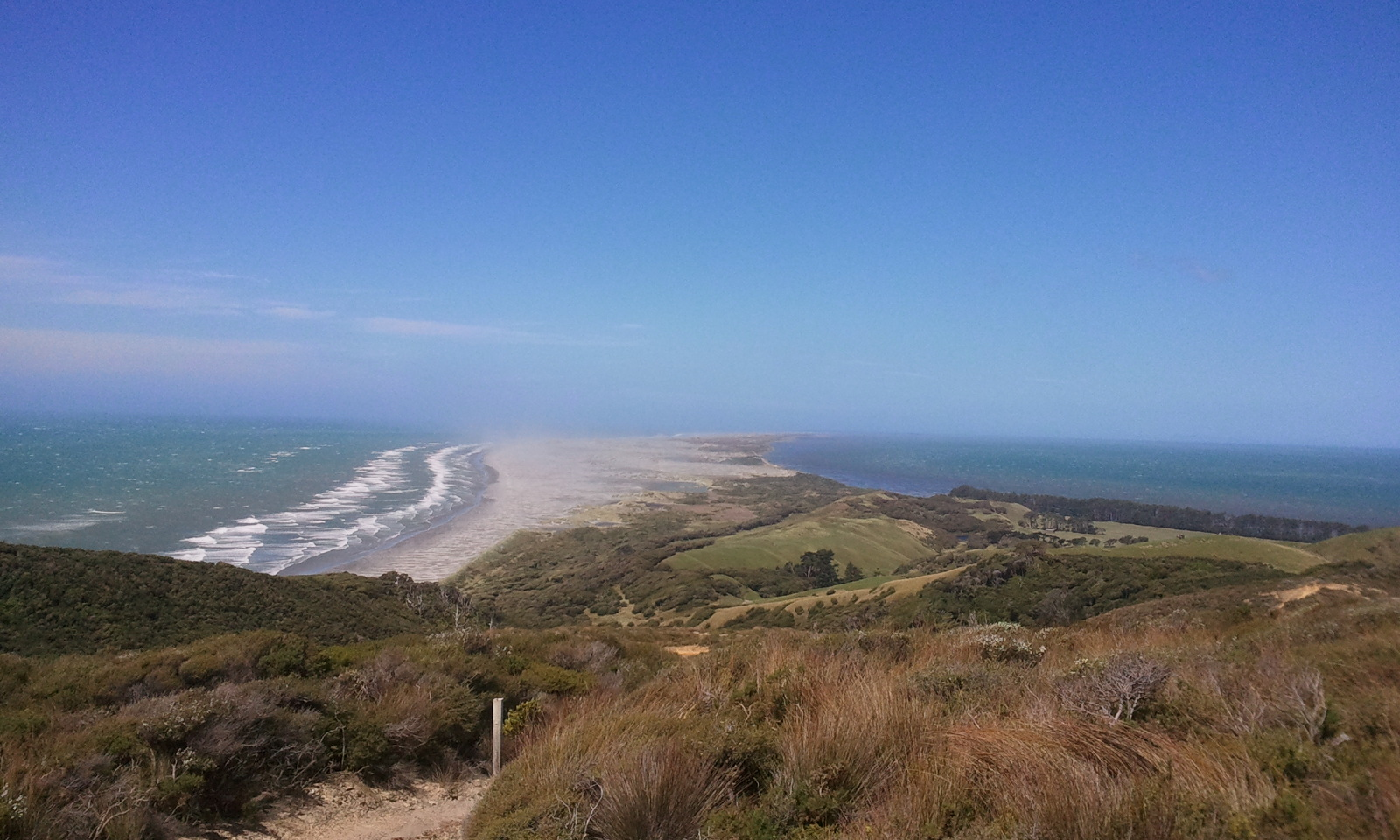
Farewell Spit mirando al este desde Pūponga

Farewell Spit forma el lado norte de Golden Bay y es el arenal más largo de Nueva Zelanda, que incluye unos 25 km de terreno estable y otros 5 km de arenal móvil. El espigón se extiende de oeste a este y está formado por finas arenas de cuarzo de color dorado, derivadas de la erosión de los granitos y otras rocas de los Alpes del Sur, y transportadas hacia el norte a lo largo de la costa occidental por la deriva litoral con la corriente de Westland.
La superficie de la lengua es de unas 11 388 hectáreas. Aproximadamente 1961 hectáreas están por encima de la pleamar media, con una zona intermareal de unas 9427 hectáreas.
Las estructuras de arena de Farewell Spit consisten en dos sistemas que interactúan. En el lado sur de la lengua de arena hay masas de arena más antiguas y relativamente estables, separadas por lagos poco profundos y pantanos. En el lado norte hay masas de arena más recientes que sufren una activa erosión y acumulación como resultado de los vientos y la deposición de la corriente litoral. En la lengua se forman dunas de arena conocidas como barjanes debido a la influencia de los vientos predominantemente del oeste, y estas dunas se mueven en dirección este. La cara que queda a sotavento es empinada y tiene forma de media luna.
La cara norte de las dunas es más empinada e inestable, ya que está constantemente expuesta a los vientos dominantes, que superan los 25 km/h. El lado sur, que da a Golden Bay, es más estable y está cubierto de vegetación. La marea puede retroceder hasta siete kilómetros, dejando al descubierto unos 80 kilómetros cuadrados de marismas, que son una rica zona de alimentación para las numerosas aves marinas de la zona, pero también una trampa para las ballenas que varan con frecuencia.

## Zona protegida
Farewell Spit es una zona legalmente protegida de propiedad de la Corona, y está clasificada como Reserva Natural en virtud de la s20 de la Ley de Reservas de 1977. El arenal se estableció originalmente como Reserva de Flora y Fauna en 1938. En 1980, el estatus fue modificado a Reserva Natural, y la zona intermareal adyacente fue designada como Santuario de Vida Silvestre.
Farewell Spit fue designado como Humedal de Importancia Internacional en virtud de la Convención de Ramsar en 1976, cuando la convención entró en vigor en Nueva Zelanda. En 2000, para reconocer la importancia del lugar para las aves migratorias, Farewell Spit fue designado Sitio de la Red de Aves Costeras de la Ruta Migratoria de Asia Oriental-Australasia. Nueva Zelanda se convirtió en socio de la Asociación de la Ruta Migratoria de Asia Oriental-Australasia (EAAFP) en septiembre de 2011.

## Aves
Farewell Spit ofrece una gran variedad de hábitats para las aves, como playas de arena oceánica, dunas de arena desnudas y con vegetación, marismas y lagos de agua dulce y salobre. Estos hábitats acogen a un número importante de aguja colirroja, correlimos, vuelvepiedras y chorlitos, así como a los ostreros endémicos de las Islas del Sur. Las dunas del extremo del espigón albergan la única colonia de alcatraces australianos a nivel del mar del mundo. Los lechos de hierba marina (Zostera) de las llanuras mareales son utilizados por la mayor población de cisnes negros en muda de Nueva Zelanda. 

### Aves costeras
En 2013 se publicó un estudio sobre las aves costeras en la parte superior de la Isla del Sur, encargado por los consejos de la ciudad de Nelson y del distrito de Tasmania. Este estudio informó de que, entre 2006 y 2009, la población de aves costeras que se encuentran en los estuarios de la parte superior de la Isla del Sur representaba entre el 14 y el 22 % de la población total de aves costeras de Nueva Zelanda. Durante un año, entre el 45 % y el 66 % de las aves costeras de la región estudiada se encontraron en Farewell Spit. Durante el verano, hay una media de unas 29 000 aves costeras en Farewell Spit, lo que representa el 10,2 % de la población nacional. Durante el invierno (junio), hay una media de 8500 aves, que representan el 6,5 % de la población nacional, y en primavera (noviembre) hay una media de 20 000, que representan el 13,2 % de la población nacional. En Farewell Spit suele haber más de 20 000 aves playeras durante el verano y la primavera, lo que cumple los criterios para ser reconocido como sitio de humedales de importancia internacional según el criterio 5 de la Convención de Ramsar.
Durante la primavera y el verano, las aves limícolas migratorias constituyen una gran proporción de las aves costeras en Farewell Spit (hasta el 93 % durante la primavera). Las encuestas han revelado la presencia de una media de 11 872 agujas en el periodo estival, lo que representa el 9,1 % del número total estimado de esta especie en la ruta migratoria.
Farewell Spit también tiene importancia internacional para las aves costeras, como el ostrero de la Isla Sur. Los estudios han encontrado una media de 6980 de estas aves durante el verano, lo que representa el 7 % de la población nacional estimada. La lengua arenosa es también una importante zona de invernada y un lugar de importancia internacional para el chorlito anillado.

### Alcatraces australianos
En 1983 se identificó una colonia reproductora de alcatraces en Farewell Spit. El tamaño de la colonia aumentó de 75 nidos en 1983 a 3060 nidos en 2001, y un estudio de 2006 registró 3300 parejas. La zona de cría comprende varias subcolonias discretas al final del espigón, a unos 30 minutos a pie después del faro. Se encuentran a pocos metros sobre el nivel del mar. Esta zona de cría de alcatraces es inusual porque otras colonias de alcatraces están muy por encima del nivel del mar en formaciones rocosas altas y estables.[3] En enero de 1997, tres de las subcolonias fueron completamente arrasadas por el ciclón Drena. En la mayoría de los años, algunas de las colonias son arrastradas por las mareas muy altas o las grandes tormentas.

### Otras aves marinas
Otras aves marinas que anidan en los bancos de conchas de Farewell Spit son el charrán caspio y el charrán de frente blanca.

### Aves acuáticas
Farewell Spit ha sido identificado como el mayor lugar de muda de los cisnes negros en el país, con hasta un 15 % de la población total presente entre noviembre y marzo. También se ha informado de la presencia de un número significativo de pato real.

## Iniciativas de conservación

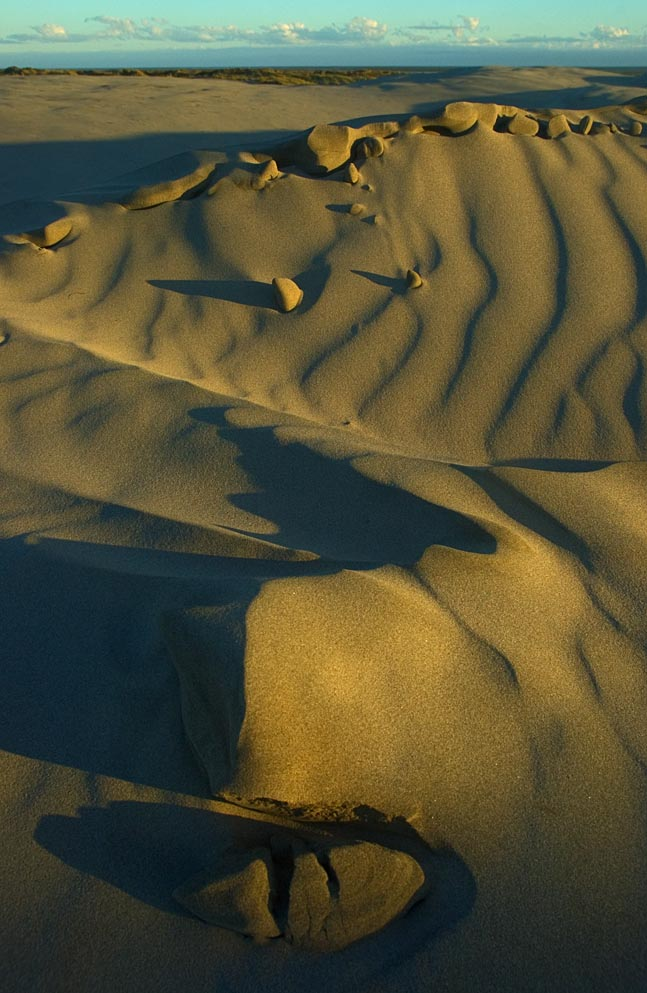
Dunas de arena en Farewell Spit

Farewell Spit fue arrendada para el pastoreo desde la década de 1850, y el pastoreo y los incendios causaron grandes daños a la vegetación. En 1938, la zona fue protegida y designada como santuario. Sin embargo, el ganado salvaje permaneció en la zona, y en la década de 1970 se retiraron 258 ejemplares.
La granja Puponga, adyacente, fue adquirida originalmente por la Corona para que sirviera principalmente como zona de amortiguación para proteger la Reserva Natural de Farewell Spit. Las compras posteriores de las granjas de Wharaki y Cape Farewell ayudaron a crear una unidad de gestión agrícola viable, a conservar los valores biológicos y paisajísticos y a ofrecer oportunidades de ocio público. El Parque de la Granja Puponga sirve como área de gestión de visitantes y de servicios para la Reserva Natural de Farewell Spit.
En 2021, todavía hay cerdos asilvestrados en Farewell Spit, y estos animales son una amenaza importante para las aves que anidan.
El proyecto Onetahua Restoration se ha puesto en marcha con el objetivo de erradicar las plagas desde Whanganui Inlet, en la costa oeste, hasta Farewell Spit, abarcando una superficie de más de 12 000 hectáreas. El proyecto es una iniciativa conjunta de HealthPost Nature Trust, Tasman Environmental Trust y Manawhenua ki Mohua.

## Faro

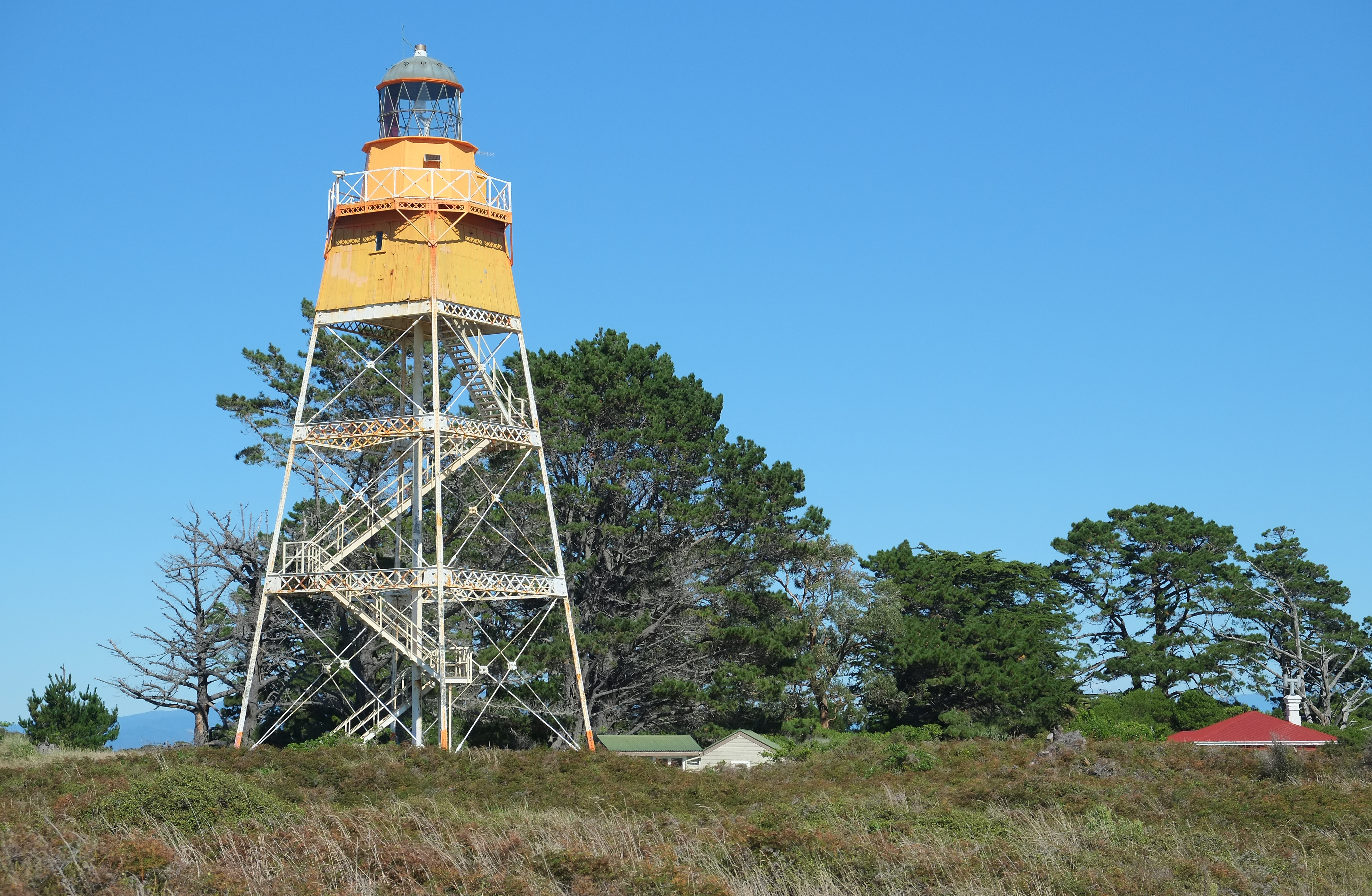
El faro automatizado al final de Farewell Spit

El faro de Farewell Spit, situado al final de la bahía, se encendió por primera vez el 17 de junio de 1870 como respuesta a los numerosos naufragios que se produjeron en la bahía. La torre original de madera no resistió bien las frecuentes voladuras provocadas por la arena y los vientos cargados de sal que se producen al final de la bahía. La madera dura utilizada empezó a deteriorarse rápidamente y la torre original fue sustituida en 1897 por la estructura actual, el único faro de celosía de acero de Nueva Zelanda.
Debido a que el espigón sólo alcanza 30 metros sobre el nivel del mar en este punto, el faro tiene que ser más alto de lo habitual para la costa neozelandesa. La luz de la torre de 27 metros de altura puede verse a 35 kilómetros de distancia. La lámpara original de petróleo se convirtió en una lámpara eléctrica de 1000 vatios en 1954, y el suministro de energía diésel se sustituyó por un cable eléctrico enterrado a lo largo del asta en 1966. La lámpara original se cambió por una moderna baliza de rotación con una bombilla halógena de tungsteno de 50 vatios en 1999.
La luz se automatizó por completo y el último farero se retiró en 1984. La casa del farero y los dos edificios de alojamiento se siguen manteniendo para que los utilicen el Departamento de Conservación, Maritime New Zealand y grupos turísticos. 

## Naufragios

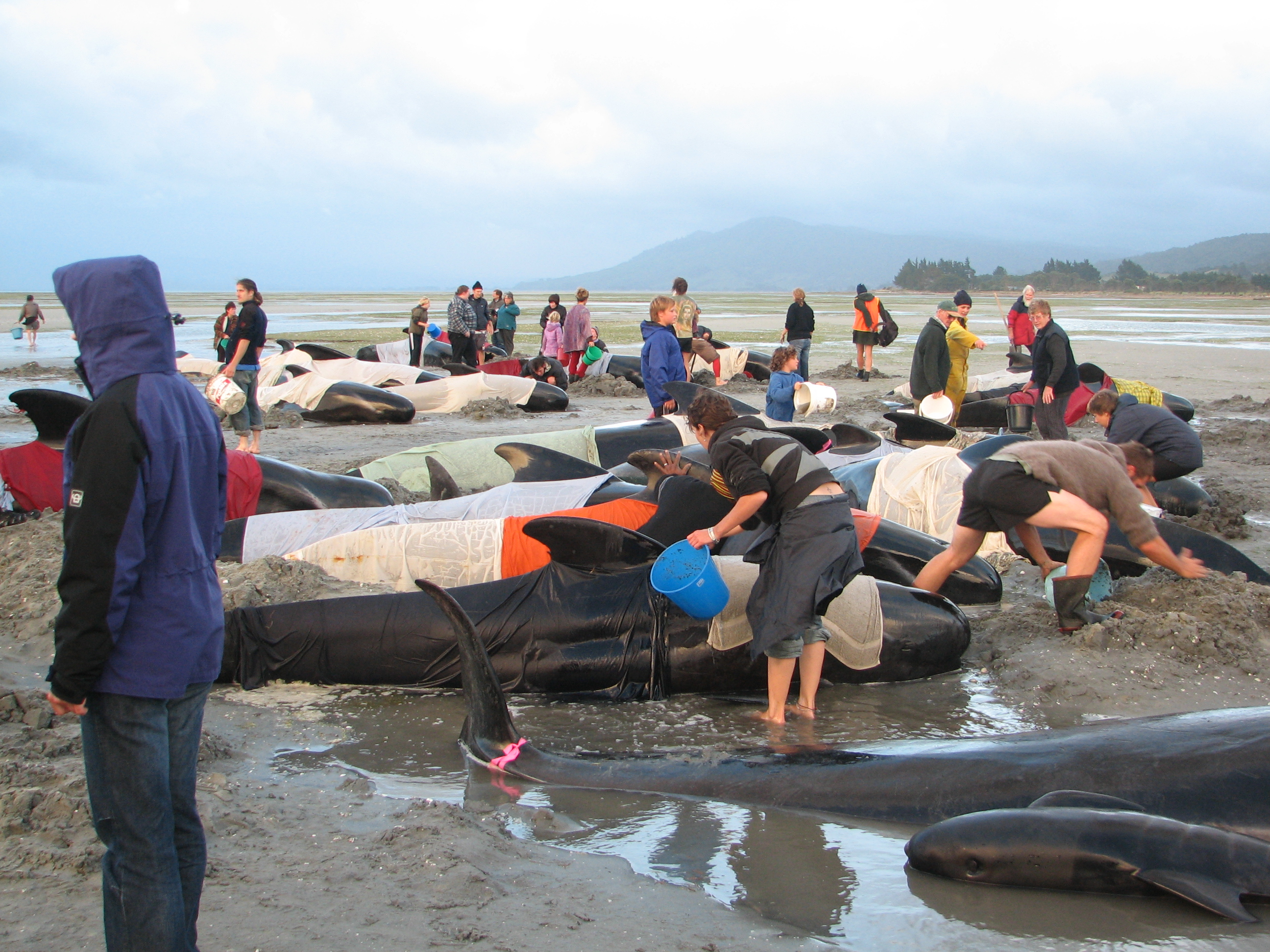
Los voluntarios intentan evitar que la temperatura corporal de los calderones varados aumente en Farewell Spit

Farewell Spit ha sido escenario de numerosos naufragios y encallamientos de buques, sobre todo en la época de los veleros mercantes. La mayoría de estos incidentes se produjeron cuando el buque encalló en la arena en aguas poco profundas cerca del Spit, ya fuese por errores de navegación o por haber sido arreastrado a tierra en condiciones meteorológicas adversas. Entre las pérdidas más notables se encuentran el Queen Bee, que encalló en Farewell Spit en 1877 y el SS Port Kembla, que fue hundido por una mina a 17 km del spit en 1917.

## Varamiento de ballenas
Farewell Spit ha sido el lugar de muchos varamientos de calderones de aleta larga, y se ha descrito como una "trampa para ballenas", debido a sus costas salientes y a sus largas playas de suave pendiente.